# Karo Hills
Le Karo Hills (in lingua inglese: Colline Karo), sono delle tondeggianti colline pedemontane antartiche, prive di ghiaccio e che si estendono per circa 22 km lungo il fianco occidentale della parte terminale del Ghiacciaio Scott, sviluppandosi in direzione nord-nordovest dal Monte Salisbury, nei Monti della Regina Maud, fino alla Barriera di Ross, in Antartide.
Le colline furono avvistate per la prima volta e grossolanamente mappate dalla prima spedizione antartica (1928-30) dell'esploratore polare statunitense Byrd.
La denominazione è stata assegnata dall'Advisory Committee on Antarctic Names (US-ACAN) in onore dell'ammiraglio Henry Arnold Karo (1903-1986), direttore dell'United States National Geodetic Survey nel periodo 1955–65.